# Ritero Xaperle Bax
Ritero Xaperle Bax je název studiového alba skupiny z Nitry Horkýže Slíže. Název kapely znamená ve slovenštině Kdeže nudle.
Ritero Xaperle Bax je hláška z českého filmu Dívka na koštěti.

## Seznam skladeb
1. „Sršeň“
2. „Intro“
3. „Shanghaj Cola“
4. „Kruh“
5. „Náboženské zvyky“
6. „A ja sprostá“
7. „Baby“
8. „Dvaja rockeri na techno-party“
9. „Kapely“
10. „Kam? Tam, či tam?“
11. „Miestny kovboj“
12. „Tibet“
13. „Rock a jungel“
14. „Disciplína“
15. „Svobodnoje vremja“
16. „Gajdy - dudy“
17. „To prejde“
18. „Nebolo to zlé“